# Xenofilus Leeflang
Xenofilus "Xeno" Leeflang (Engels: Xenophilius "Xeno" Lovegood) is een personage uit de Harry Potter-boeken van J.K. Rowling.
Leeflang is de hoofdredacteur van het roddeltijdschrift De Kibbelaar en de vader van Loena Leeflang. Hij zorgt ervoor dat het artikel over de ontmoeting van Harry Potter met Heer Voldemort (aan het eind van het vierde boek) van Rita Pulpers wordt geplaatst in zijn tijdschrift. Vermoedelijk is dit het enige waargebeurde verhaal dat ooit in De Kibbelaar is verschenen.
Xenofilus' vrouw overleed toen Loena negen was door een ongeluk. Hij moest daardoor Loena alleen opvoeden.

## Uiterlijk
Xenofilus wordt beschreven als een excentrieke tovenaar. Hij kijkt een beetje scheel en heeft dun, pluizig wit haar tot op zijn schouders. Hij werd geïntroduceerd als vriend van de familie Wemel in Harry Potter en de Relieken van de Dood op de bruiloft van Fleur Delacour en Bill Wemel.
Xenofilus' naam is een combinatie van "xeno" wat vreemd betekent, en "philos", wat liefde betekent. Samen betekent dat dus, liefde voor het vreemde (officieel: Xenofilie).

## Rol in het verhaal
In het zevende boek wordt Leeflang samen met zijn dochter uitgenodigd voor de bruiloft van Bill Wemel en Fleur Delacour. Leeflang draagt daar een vreemd en voor Harry onbekend symbool op zijn gewaad. Viktor Kruml, die ook op de bruiloft is, legt Harry uit dat het een oud en duister teken is, dat werd gedragen door Grindelwald, de duistere tovenaar die in 1945 door Albus Perkamentus werd verslagen.
Wanneer Harry en Hermelien het teken ook op een grafsteen in Goderics Eind (Harry's geboorteplaats) en in een oud Runen-boek vinden dat Hermelien van Perkamentus heeft geërfd, gaan ze op bezoek bij Leeflang om hem te vragen wat het teken inhoudt.
Hoewel hij aanvankelijk als trouw aanhanger van de anti-Voldemortbeweging wordt gezien door de artikelen in zijn tijdschrift, verraadt hij de locatie van Harry, Ron en Hermelien aan het Ministerie van Toverkunst om de veilige terugkeer van zijn ontvoerde dochter Loena te garanderen. In het daaropvolgende gevecht met de Dooddoeners wordt het huis van de familie Leeflang grotendeels vernietigd door een gemiste Lamstraal die de hoorn van een Erumpent (Xenofilus dacht dat het een ongevaarlijke hoorn van een Kreukelhoornige Snottifant was) raakte. In de verwarring na de explosie weten Harry, Ron en Hermelien te ontsnappen.

## Leeflang familie
| Newt Scamander | Newt Scamander | Newt Scamander | Newt Scamander | Newt Scamander | Newt Scamander |                  |                  | Porpentina Scamander | Porpentina Scamander | Porpentina Scamander | Porpentina Scamander | Porpentina Scamander | Porpentina Scamander |                    |                    |                    |                    |                    |                    |                  |                  |                  |                  |                  |                  |
| Newt Scamander | Newt Scamander | Newt Scamander | Newt Scamander | Newt Scamander | Newt Scamander |                  |                  | Porpentina Scamander | Porpentina Scamander | Porpentina Scamander | Porpentina Scamander | Porpentina Scamander | Porpentina Scamander |                    |                    |                    |                    |                    |                    |                  |                  |                  |                  |                  |                  |
|                |                |                |                |                |                |                  |                  |                      |                      |                      |                      |                      |                      |                    |                    |                    |                    |                    |                    |                  |                  |                  |                  |                  |                  |
|                |                |                |                | onbekend       | onbekend       | onbekend         | onbekend         | onbekend             | onbekend             |                      |                      | Xenofilus Leeflang   | Xenofilus Leeflang   | Xenofilus Leeflang | Xenofilus Leeflang | Xenofilus Leeflang | Xenofilus Leeflang |                    |                    | Pandora Leeflang | Pandora Leeflang | Pandora Leeflang | Pandora Leeflang | Pandora Leeflang | Pandora Leeflang |
|                |                |                |                | onbekend       | onbekend       | onbekend         | onbekend         | onbekend             | onbekend             |                      |                      | Xenofilus Leeflang   | Xenofilus Leeflang   | Xenofilus Leeflang | Xenofilus Leeflang | Xenofilus Leeflang | Xenofilus Leeflang |                    |                    | Pandora Leeflang | Pandora Leeflang | Pandora Leeflang | Pandora Leeflang | Pandora Leeflang | Pandora Leeflang |
|                |                |                |                |                |                |                  |                  |                      |                      |                      |                      |                      |                      |                    |                    |                    |                    |                    |                    |                  |                  |                  |                  |                  |                  |
|                |                |                |                | Rolf Scamander | Rolf Scamander | Rolf Scamander   | Rolf Scamander   | Rolf Scamander       | Rolf Scamander       |                      |                      |                      |                      |                    |                    | Loena Leeflang     | Loena Leeflang     | Loena Leeflang     | Loena Leeflang     | Loena Leeflang   | Loena Leeflang   |                  |                  |                  |                  |
|                |                |                |                | Rolf Scamander | Rolf Scamander | Rolf Scamander   | Rolf Scamander   | Rolf Scamander       | Rolf Scamander       |                      |                      |                      |                      |                    |                    | Loena Leeflang     | Loena Leeflang     | Loena Leeflang     | Loena Leeflang     | Loena Leeflang   | Loena Leeflang   |                  |                  |                  |                  |
|                |                |                |                |                |                |                  |                  |                      |                      |                      |                      |                      |                      |                    |                    |                    |                    |                    |                    |                  |                  |                  |                  |                  |                  |
|                |                |                |                |                |                |                  |                  |                      |                      |                      |                      |                      |                      |                    |                    |                    |                    |                    |                    |                  |                  |                  |                  |                  |                  |
|                |                |                |                |                |                | Lorcan Scamander | Lorcan Scamander | Lorcan Scamander     | Lorcan Scamander     | Lorcan Scamander     | Lorcan Scamander     |                      |                      | Lysander Scamander | Lysander Scamander | Lysander Scamander | Lysander Scamander | Lysander Scamander | Lysander Scamander |                  |                  |                  |                  |                  |                  |